# U tvoego poroga
U tvoego poroga (У твоего порога) è un film del 1962 diretto da Vasilij Sergeevič Ordynskij.